# Відмовостійкість (інформатика)
В інформатиці, термін надійність програмного значення означає здатність комп'ютерної системи впоратися з помилками під час виконання, або здатність алгоритму продовжувати роботу, незважаючи на відхилення у ході розрахунків. Чим важче створити помилку будь-якого типу або форми, таку щоб комп'ютер не зміг би впоратися безпечно її виконати, тим більш надійним є програмне забезпечення. Формальні методи, такі як fuzz тестування, мають важливе значення для оцінки надійності, так як цей тип тестування включає неприпустимі або несподіваних вхідні дані. Також інтегрування помилок може бути використано для тестування надійності. Є велика кількість комерційних продуктів які виконують перевірки надійності роботи програмних систем.

## Області застосування

### Відмовостійке машинне навчання
Термін "Відмовостійке машинне навчання" (англ. Robust machine learning) зазвичай стосується надійності алгоритмів машинного навчання. Щоб алгоритм машинного навчання вважався відмовостійким, помилка тестування повинна відповідати помилці навчання, або робота повинна залишатись стабільною після додавання деякого шуму в набір даних.

## Приклади
- Examples Robustness Requirements [Архівовано 4 вересня 2010 у Wayback Machine.]

## Зноски
1. ↑  El Sayed Mahmoud. What is the definition of the robustness of a machine learning algorithm?. ResearchGate. Архів оригіналу за 4 листопада 2015. Процитовано 13 листопада 2016.